# Wuzhen
Wuzhen (chinois simplifié : 乌镇 ; chinois traditionnel : 烏鎮 ; pinyin: Wūzhèn) est une petite ville chinoise située sur le Grand Canal, au sud de l'embouchure du Yangzi Jiang (Yangzi), à proximité de la ville de Tongxiang, au nord de la province du Zhejiang. Sa population est de 60 000 habitants dont seulement 12 000 sont des résidents permanents. Elle couvre une superficie de 71,19 km2.
La fondation du bourg actuel remonte au IXe siècle, à la fin de la dynastie Tang.
Wuzhen est entièrement construit autour de canaux, à l'instar d'autres bourgs de la région du Jiangnan, comme Nanxun et Xitang. L'économie y est principalement basée sur l'artisanat, comme tissage, sculpture sur bois ou distillation d'alcool de riz. L'activité touristique y est récente, et les visiteurs sont encore en grande majorité des Chinois.
L'écrivain révolutionnaire Mao Dun, dont la demeure peut être aujourd’hui visitée, a vécu à Wuzhen.

## Galerie photo

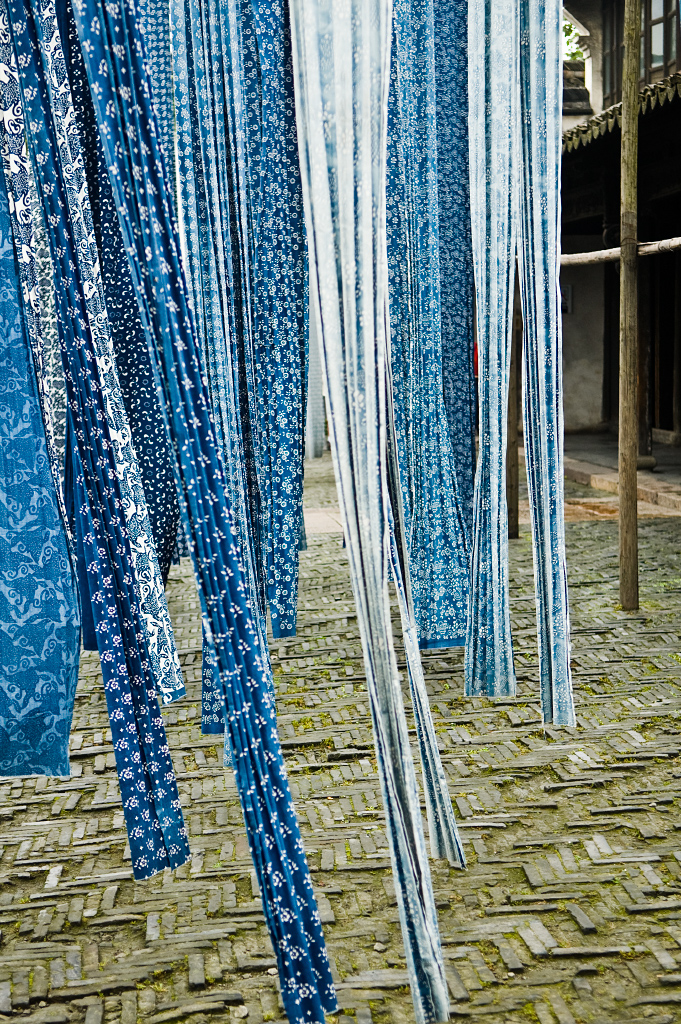
Teinture sur soie
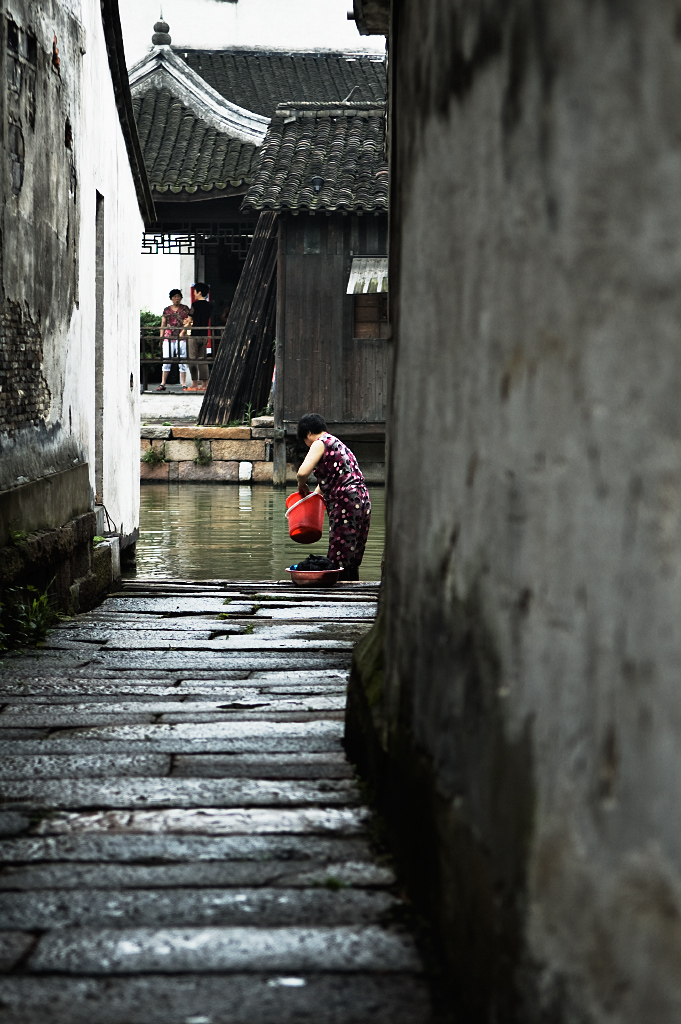
La vie le long du canal
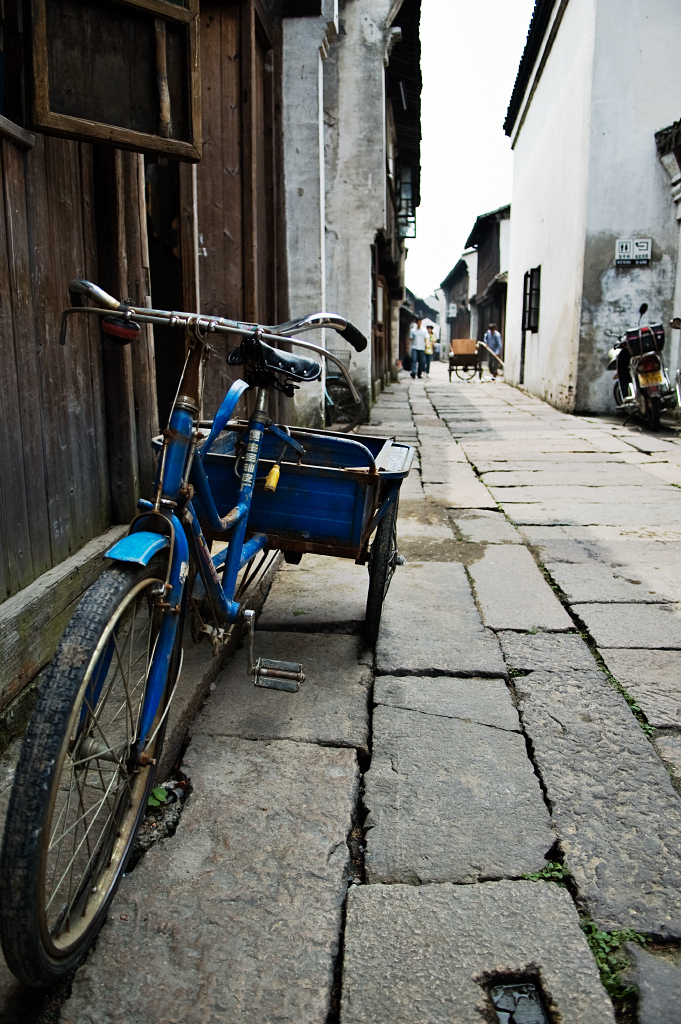
Vue sur une rue typique
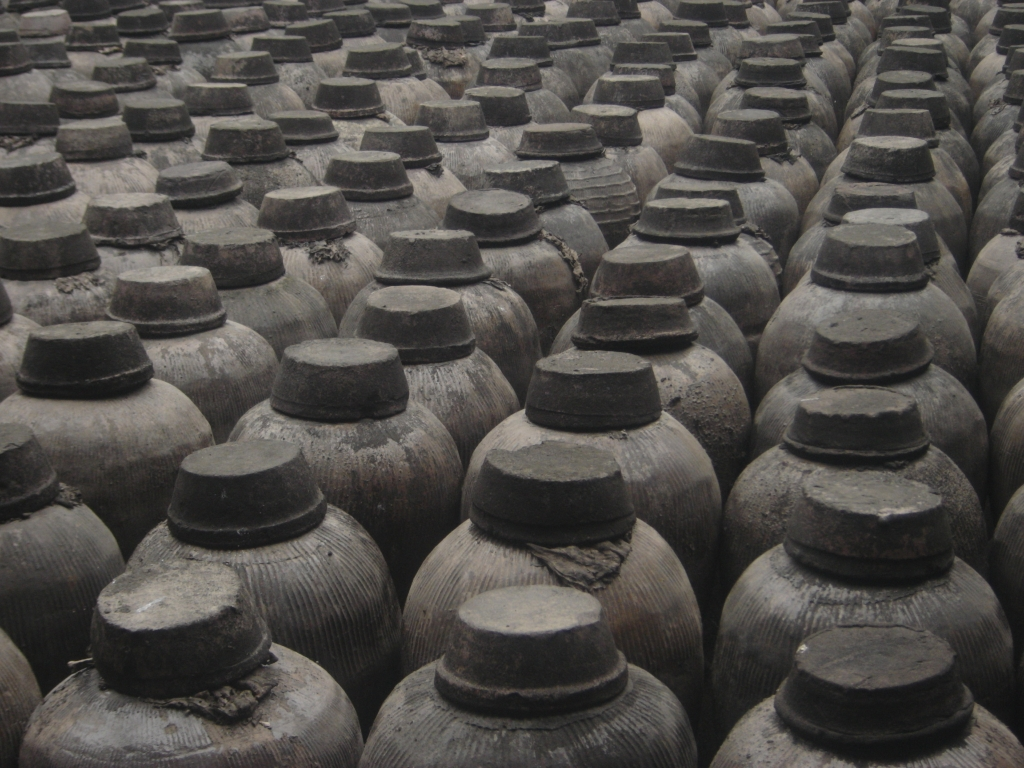
Jarres d'alcool de riz dans une distillerie de Wuzhen

## Jumelages
- Richelieu en 2014.